# Poesoegroenoe Airstrip
Poesoegroenoe Airstrip is een landingsstrook bij het dorp Poesoegroenoe in het district Sipaliwini in Suriname.
Er zijn rond de vijf maatschappijen die het vliegveld aandoen. Er zijn lijnvluchten naar Zorg en Hoop Airport in Paramaribo. 
De ondergrond van de landingsbaan is van grind. De baan heeft een lengte van circa 750 meter.